# 오늘부터 출근
《오늘부터 출근》은 tvN에서 방영된 리얼리티 예능 프로그램이다.

## 방송 시간
| 방송 기간                           | 방송 시간           |
| ----------------------------------- | ------------------- |
| 2014년 9월 20일 ~ 2014년 10월 11일  | 토요일 밤 11시 10분 |
| 2014년 10월 16일 ~ 2014년 12월 25일 | 목요일 밤 11시      |

## 출연 회사 목록
| 회차 | 방영일자                            | 회사       | 부서                   | 출연자                |
| ---- | ----------------------------------- | ---------- | ---------------------- | --------------------- |
| 1    | 2014년 9월 20일 ~ 2014년 10월 16일  | LG유플러스 | CV전략팀               | 로이 킴, 은지원       |
| 1    | 2014년 9월 20일 ~ 2014년 10월 16일  | LG유플러스 | 현장마케팅팀           | 박준형, 김성주        |
| 1    | 2014년 9월 20일 ~ 2014년 10월 16일  | LG유플러스 | UT팀                   | 홍진호, 이현이        |
| 1    | 2014년 9월 20일 ~ 2014년 10월 16일  | LG유플러스 | 인재개발팀             | JK 김동욱, 김예원     |
| 2    | 2014년 10월 23일 ~ 2014년 11월 20일 | 영실업     | 디자인팀               | JK 김동욱, 박준형     |
| 2    | 2014년 10월 23일 ~ 2014년 11월 20일 | 영실업     | 영업팀                 | 봉태규, 은지원        |
| 2    | 2014년 10월 23일 ~ 2014년 11월 20일 | 놀부       | 사업개발팀             | 김도균, 방철용        |
| 2    | 2014년 10월 23일 ~ 2014년 11월 20일 | 놀부       | 메뉴개발팀             | 박규리, 홍진호        |
| 3    | 2014년 11월 27일 ~ 2014년 12월 25일 | 하이모     | 총무부                 | 김도균                |
| 3    | 2014년 11월 27일 ~ 2014년 12월 25일 | 하이모     | 기획실, 자연건강사업부 | 미노                  |
| 3    | 2014년 11월 27일 ~ 2014년 12월 25일 | 에블린     | 영업부                 | 유병재, 차학연        |
| 3    | 2014년 11월 27일 ~ 2014년 12월 25일 | 에블린     | 디자인실               | 봉태규, 후지타 사유리 |